# Jesús Arellano Alcocer
José de Jesús Arellano Alcocer  (Monterrey, Nuevo León; 8 de mayo de 1973) es un exfutbolista mexicano que jugó de mediocampista en el C.F. Monterrey y Chivas de Guadalajara de la Primera División de México.
Arellano es un referente en el fútbol mexicano y un ídolo para toda la afición del Monterrey, destacándose como uno de los mejores jugadores neoleoneses en la historia. Cabe destacar que es junto con Luis Ernesto Pérez y José María Basanta los únicos tricampeones de liga en la institución y el que más clásicos ha jugado, con 30 empatado con Nahuel Guzmán. También fue campeón de la Concacaf Liga Campeones 2010-11. El 19 de julio de 2009, anunció que su retiro estaba por llegar, lo cual ocurrió hasta el 12 de mayo de 2011 por medio de Twitter, poniendo fin así a su extensa carrera.

## Trayectoria
Jesús Arellano empezó a jugar el fútbol a los 5 años de edad. En 1986 rechazó una oferta de los Pumas de la UNAM para jugar con el equipo de Leones Negros de la Indeco. Posteriormente, jugó de 1988 a 1991 con los Vaqueros de Guadalupe. José Barragán lo describía como un jugador fuera de serie. En esa época, el entonces técnico del Club de Fútbol Monterrey, Miguel Mejía Barón, lo observó en un juego contra las reservas del club y le invitó a unírseles al observar en Arellano la capacidad para desempeñarse en el fútbol de Primera División de México. Arellano llegó al Club de Fútbol Monterrey a inicios de 1992 y debutó profesionalmente el 5 de febrero de 1994 en el empate 1-1 ante el Puebla. Durante toda su carrera se desempeñó en dicho club (algunos consideran que fue "desperdiciado tácticamente" por sus entrenadores que lo utilizaban en el sector defensivo), exceptuando las temporadas 1998-1999 y 1999-2000, cuando jugó con las Chivas de Guadalajara. Arellano regresó al Club de Fútbol Monterrey en el Verano 2000 siendo el máximo estandarte del equipo.
Con los Rayados, ganó el campeonato Clausura 2003 bajo el mando de Daniel Passarella, donde se rodeó de un equipo con jugadores de la talla de Walter Erviti, Luis Ernesto Pérez, Héctor "Pirata" Castro, Paulo César Chávez, Pablo Rotchen, Ricardo Martínez, Ismael Rodríguez, Alex Fernandes, Elliot Huitrón y Flavio Rogerio. La contribución de Arellano fue también clave en los torneos Apertura 2004 y Apertura 2005 para que el Monterrey, dirigidos por Miguel Piojo Herrera, jugara la final, terminando subcampeón en ambos torneos. 
En la selección es uno de los jugadores emblemáticos, teniendo su clímax en el Mundial de Fútbol de Francia 1998 cuando su nivel de juego era impresionante. Participó en el Mundial de Corea-Japón 2002, donde la Selección Mexicana alcanzó los octavos de final teniendo un gran rendimiento dirigiendo los ataques mexicanos desde el centro del campo. Al final de dicho mundial, fue tentado por el Chievo Verona de la Serie A de Italia, oferta que finalmente decidió rechazar para seguir defendiendo al club de sus amores. Arellano consiguió el tan ansiado título de Liga en el Clausura 2003, que significó el primer campeonato del C.F. Monterrey tras 17 años.
El 14 de octubre de 2013 se anuncia su contratación con el Flash de Monterrey, equipo profesional de fútbol rápido, para participar en la temporada 2013-2014 de la Professional Arena Soccer League (PASL) de los Estados Unidos.

## Estadísticas

### Clubes
| Club                      | Div.          | Temporada     | Liga  | Liga  | Copas nacionales(1) | Copas nacionales(1) | Copas internacionales(2) | Copas internacionales(2) | Otros(3) | Otros(3) | Total | Total |
| Club                      | Div.          | Temporada     | Part. | Goles | Part.               | Goles               | Part.                    | Goles                    | Part.    | Goles    | Part. | Goles |
| ------------------------- | ------------- | ------------- | ----- | ----- | ------------------- | ------------------- | ------------------------ | ------------------------ | -------- | -------- | ----- | ----- |
| C.F. Monterrey · México   | 1.ª           | 1996-97       | 27    | 5     | —                   | —                   | —                        | —                        | —        | —        | 27    | 5     |
| C.F. Monterrey · México   | 1.ª           | 1997          | 13    | 2     | —                   | —                   | —                        | —                        | —        | —        | 13    | 2     |
| C.D. Guadalajara · México | 1.ª           | 1998          | 16    | 3     | —                   | —                   | 9                        | 2                        | —        | —        | 25    | 5     |
| C.D. Guadalajara · México | 1.ª           | 1998-99       | 33    | 9     | —                   | —                   | —                        | —                        | —        | —        | 33    | 9     |
| C.D. Guadalajara · México | 1.ª           | 1999          | 20    | 1     | —                   | —                   | —                        | —                        | —        | —        | 20    | 1     |
| C.F. Monterrey · México   | 1.ª           | 2000          | 14    | 1     | —                   | —                   | —                        | —                        | —        | —        | 14    | 1     |
| C.F. Monterrey · México   | 1.ª           | 2000-01       | 27    | 3     | —                   | —                   | —                        | —                        | —        | —        | 27    | 3     |
| C.F. Monterrey · México   | 1.ª           | 2001-02       | 25    | 3     | —                   | —                   | —                        | —                        | —        | —        | 25    | 3     |
| C.F. Monterrey · México   | 1.ª           | 2002-03       | 32    | 1     | —                   | —                   | —                        | —                        | —        | —        | 32    | 1     |
| C.F. Monterrey · México   | 1.ª           | 2003-04       | 34    | 5     | —                   | —                   | —                        | —                        | —        | —        | 34    | 5     |
| C.F. Monterrey · México   | 1.ª           | 2004-05       | 21    | 6     | —                   | —                   | —                        | —                        | —        | —        | 21    | 6     |
| C.F. Monterrey · México   | 1.ª           | 2005-06       | 33    | 7     | —                   | —                   | —                        | —                        | —        | —        | 33    | 7     |
| C.F. Monterrey · México   | 1.ª           | 2006-07       | 33    | 3     | 3                   | 1                   | —                        | —                        | —        | —        | 36    | 4     |
| C.F. Monterrey · México   | 1.ª           | 2007-08       | 30    | 4     | 2                   | 1                   | —                        | —                        | —        | —        | 32    | 5     |
| C.F. Monterrey · México   | 1.ª           | 2008-09       | 15    | 1     | —                   | —                   | —                        | —                        | —        | —        | 15    | 1     |
| C.F. Monterrey · México   | 1.ª           | 2009-10       | 14    | 2     | 3                   | 0                   | 4                        | 0                        | —        | —        | 21    | 2     |
| C.F. Monterrey · México   | 1.ª           | 2010-11       | 13    | 1     | —                   | —                   | 5                        | 0                        | —        | —        | 18    | 1     |
| Total CFM                 | Total CFM     | Total CFM     | 331   | 44    | 8                   | 2                   | 9                        | 0                        | 0        | 0        | 348   | 46    |
| Total CDG                 | Total CDG     | Total CDG     | 69    | 13    | 0                   | 0                   | 9                        | 2                        | 0        | 0        | 78    | 15    |
| Total carrera             | Total carrera | Total carrera | 400   | 57    | 8                   | 2                   | 18                       | 2                        | 0        | 0        | 426   | 61    |

## Selección nacional
Bora Milutinovic lo debutó el 2 de febrero de 1996. Con la Selección Sub-23 Arellano jugó los Juegos Olímpicos de 1996. Arellano fue uno de los jugadores más destacados de la Selección de fútbol de México en la Copa Mundial de Fútbol de 1998, en la que su seleccionado llegó a octavos de final cayendo en dicha instancia ante Alemania. También jugó con México en la Copa Mundial de Fútbol de 2002 y la Copa Mundial de Fútbol de 2006. Además, fue convocado para la selección mexicana que ganó la Copa Confederaciones 1999 y participó en la Copa Confederaciones 2001. Finalmente, también ganó con el Tri la Copa de Oro de la CONCACAF 2003 donde fue distinguido con el Balón Dorado por ser el mejor jugador del torneo.

### Participaciones en Juegos Olímpicos
| Copa                     | Sede           | Resultado        |
| ------------------------ | -------------- | ---------------- |
| Juegos Olímpicos de 1996 | Estados Unidos | Cuartos de final |

### Participaciones en Copa Oro de la Concacaf
| Copa             | Sede                    | Resultado        |
| ---------------- | ----------------------- | ---------------- |
| Copa de Oro 2000 | Estados Unidos          | Cuartos de final |
| Copa de Oro 2003 | Estados Unidos y México | Campeón          |

### Participaciones en Copa FIFA Confederaciones
| Copa                           | Sede                  | Resultado    |
| ------------------------------ | --------------------- | ------------ |
| Copa FIFA Confederaciones 1999 | México                | Campeón      |
| Copa FIFA Confederaciones 2001 | Corea del Sur y Japón | Primera fase |

### Participaciones en Copa América
| Copa              | Sede     | Resultado        |
| ----------------- | -------- | ---------------- |
| Copa América 2001 | Colombia | Subcampeón       |
| Copa América 2004 | Perú     | Cuartos de final |

### Participaciones en Copas del Mundo
| Mundial                        | Sede                  | Resultado        |
| ------------------------------ | --------------------- | ---------------- |
| Copa Mundial de Fútbol de 1998 | Francia               | Octavos de final |
| Copa Mundial de Fútbol de 2002 | Corea del Sur y Japón | Octavos de final |
| Copa Mundial de Fútbol de 2006 | Alemania              | Octavos de final |

## Palmarés

### Campeonatos nacionales
| Título          | Club      | País   | Año  |
| --------------- | --------- | ------ | ---- |
| Torneo Clausura | Monterrey | México | 2003 |
| Torneo Apertura | Monterrey | México | 2009 |
| Torneo Apertura | Monterrey | México | 2010 |
| InterLiga       | Monterrey | México | 2010 |

### Copas internacionales
| Título                     | Club                | País                    | Año  |
| -------------------------- | ------------------- | ----------------------- | ---- |
| Copa Confederaciones       | Selección de México | México                  | 1999 |
| Copa de Oro de la CONCACAF | Selección de México | Estados Unidos - México | 2003 |
| Recopa de la Concacaf      | CF Monterrey        | México                  | 1993 |
| Concacaf Liga Campeones    | CF Monterrey        | Estados Unidos          | 2011 |

Otros logros
- Subcampeón del Torneo Invierno 1998 con Guadalajara
- Subcampeón del Torneo Apertura 2004 con Monterrey
- Subcampeón del Torneo Apertura 2005 con Monterrey

## Vida personal
Arellano Alcocer recibió la Medalla al Mérito Cívico, la máxima presea que se entrega en Nuevo León, y que reconoce a las personas que se han destacado por sus acciones en beneficio de la comunidad. El jugador, con más de 15 años de trayectoria, recibió la presea en manos del entonces gobernador Rodrigo Medina de la Cruz, en una magna ceremonia celebrada en el Teatro de la Ciudad. Recibiendo la presea en el rubro de deporte profesional, fue el primer futbolista con tal reconocimiento desde su creación en 1986.
El 13 de enero de 2017 se presentó en la Procuraduría General de Justicia de Nuevo León una denuncia por presunta violación a su sobrina. Por la cual debía presentarse el 24 de enero a declarar, sin embargo su representante presentó un amparo. Al no aportar su declaración, el Juez de Control le giró una orden de aprehensión el 25 de enero de 2017 y la orden no se había podido cumplir debido a que este se encontraba desaparecido, fue hasta el 4 de mayo de 2019 que Elementos de la Agencia Estatal de Investigaciones de Nuevo León lo detuvieron sin embargo el 9 de mayo de 2019 tras una audiencia de más de 4 horas la Juez encargada del caso no encontró evidencias válidas en contra de Jesús Arellano por lo que no fue vinculado a proceso y abandonó el penal del Topo Chico en libertad, actualmente el procedimiento penal sigue vigente.